# World Solar Challenge 2007

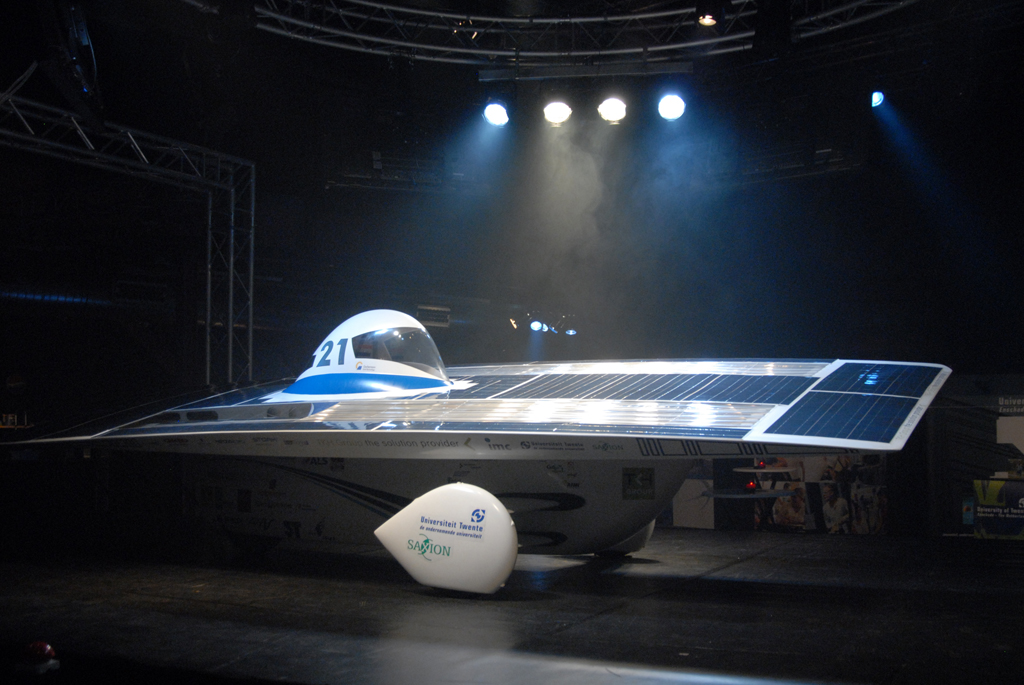
De Twente One kan haar zonnepanelen kantelen, zodat de zon er beter op valt.

De World Solar Challenge 2007 startte op 21 oktober en duurde tot 28 oktober 2007. De teams konden vanaf dit jaar deelnemen in twee klassen: de Challenge-klasse voor wedstrijdrijders, en de Adventure-klasse voor overige deelnemers. Naast wagens op zonne-energie, was er ook een greenfleet'-klasse voor auto's die op duurzame brandstoffen rijden.
Uit Nederland deed de TU Delft mee met de Nuna 4 en de Universiteit Twente met de Twente One. Uit Leuven deed het Umicore Solar Team mee met de Umicar Infinity. Andere kanshebbers waren de Aurora uit Australië, de SolarWorld No. 1 uit het Duitse Bochum en de Continuum van het University of Michigan Solar Car Team.
Deelnemers aan de challenger-klasse kregen nieuwe beperkingen opgelegd. In 2005 was gebleken dat veel auto's vaak tegen de in Australië toegestane maximale snelheid van 110 km/h zaten. In overleg is daarom door de organisatie besloten om het maximale oppervlak van zonnecellen terug te brengen van 9 m2 tot 6 m2. Daarnaast moest de chauffeur meer rechtop komen te zitten en werden andere verplichtingen met betrekking tot onder andere verlichting opgelegd.
Ondanks deze wijzigingen was net als in 2005 de verwachting dat deelnemers vaak tegen de maximumsnelheid van 110 km/h zouden zitten.

## Kwalificatie
Op zaterdag 20 oktober vond een kwalificatie plaats op het racecircuit van Darwin. Hierbij werd de startvolgorde bepaald. Uitslag kwalificatie op het Hidden Valley Circuit:
1. Umicar Infinity, 2 min 8 s
2. Aurora, 2 min 9 s
3. Nuna 4, 2 min 9 s
4. Twente One, 2 min 16 s
5. Continuum, 2 min 30 s

## Raceverloop
Raceverloop 21 oktober
- De Nuna 4 ontdekte vlak voor de start een mankement en vertrok een half uur later.
- De Continuum botste tegen een auto van het team op en moest terugkeren naar de garage op het racecircuit van Darwin om de schade te herstellen.

Stand na de eerste racedag:
1. Umicar Infinity, Leuven
2. Nuna4, Delft
3. Aurora Challenge, Australië
4. Phoenix, Southern Taiwan University
5. Twente One, Twente

Raceverloop 22 oktober
- De Umicar Infinity had te kampen met pech aan de stuurinrichting waardoor ze meer dan 2 uur tijd verloren.

Stand na de tweede racedag:
1. Nuna4, Delft
2. Aurora Challenge, Australië
3. Umicar Infinity, Leuven

Tussenstand in Alice Springs
In Alice Springs moet 24 uur rust gehouden worden. De eerste auto's kwamen daar op 23 oktober 's ochtends aan. Op 24 oktober mochten die weer vertrekken in onderstaande volgorde:
1. Nuna4
2. Umicar Infinity
3. Aurora Challenge
4. WorldSolar No.1
5. Twente One

Raceverloop 24 oktober
Stand na de vierde racedag:
1. Nuna4, Delft
2. Umicar Infinity, Leuven
3. Aurora Challenge, Australië

Raceverloop 25 oktober
1. Nuna4, Delft, gefinisht in Adelaide 16.55 uur
2. Umicar Infinity, Leuven
3. Aurora Challenge, Australië

## EinduitslagChallenge class
Top tien. De nummers 11 tot en met 19 legden niet de gehele afstand van 2999 km af.
| Plaats | Wagen             | Team                                  | Land      | Totale raceduur | Gemiddelde snelheid (km/uur) |
| ------ | ----------------- | ------------------------------------- | --------- | --------------- | ---------------------------- |
| 1      | Nuna 4            | Nuon Solar Team                       | Nederland | 33 uur 00 min   | 90,87                        |
| 2      | Umicar Infinity   | Umicore Solar Team                    | België    | 34 uur 36 min   | 88,05                        |
| 3      | Aurora Challenge  | Aurora Vehicle Association nc         | Australië | 35 uur 17 min   | 85,00                        |
| 4      | SolarWorld No. 1  | FH Bochum Solar Car Team              | Duitsland | 41 uur 09 min   | 72,87                        |
| 5      | Phoenix Solar Car | Southern Taiwan University            | Taiwan    | 44 uur 08 min   | 67,95                        |
| 6      | Twente One        | Solar Team Twente                     | Nederland | 44 uur 46 min   | 66,83                        |
| 7      | Continuum         | University of Michigan Solar Car Team | VS        | 44 uur 55 min   | 66,76                        |
| 8      | Soleon II         | University of Calgary Solar Team      | Canada    | 51 uur 43 min   | 57,98                        |
| 9      | Midnight Sun IX   | University of Waterloo - Midnight Sun | Canada    | 54 uur 49 min   | 54,70                        |
| 10     | Helios            | Helios                                | Frankrijk | 59 uur 24 min   | 50,80                        |